# Filiovski park (métro de Moscou)
Filiovski park (en russe : Филёвский парк)  est une station de la ligne Filiovskaïa (ligne 4 bleu clair) du métro de Moscou. Elle est située sur le territoire des raïons Filiovski Park et Fili-Davydkovo dans le district administratif ouest de Moscou.

## Situation sur le réseau
Établie en surface, la station Filiovski park est située au point 36+87,7 de la ligne Filiovskaïa (ligne 4 bleu clair), entre les stations Pionerskaïa (en direction de Kountsevskaïa), et Bagrationovskaïa (en direction de Aleksandrovski sad).

## Histoire
La station Filiovski park est mise en service le 13 octobre 1961, lors de l'ouverture à l'exploitation de la section de Fili à Pionerskaïa. Elle dispose d'une station de surface d'un modèle standard avec un quai central. Elle est conçue et réalisée par les architectes Rimidalv Pogrebnoï et Victor Chérémine, et l'ingénieur L.V. Sachkova.
La station fait l'objet d'une reconstruction en 2017 et 2018.